# Cîietu
Cîietu è un comune della Moldavia situato nel distretto di Cantemir di 1.302 abitanti al censimento del 2004

## Località
Il comune è formato dall'insieme delle seguenti località: (popolazione 2004)
- Cîietu (854 abitanti)
- Dimitrova (448 abitanti)